# Пушкелін Митрофан Васильович
Пушкелін Митрофан Васильович (28 травня 1895, Срібне Прилуцького повіту Полтавської губернії – 7 березня 1962, Баффало, США) – хорунжий Армії Української Народної Республіки.

## Освіта
Закінчив 8-у Київську гімназію, Київський комерційний інститут,  Єлисаветградське кавалерійське училище.

## Військова служба у ПСВ та визвольних замаганнях
Учасник Першої світової війни. В Армії УНР –  з листопада 1918 р.: командир чоти Збірного куреня конвою командарма, служба у 5-му кінному полку 5-ї Херсонської стрілецької дивізії.
По завершенні збройної боротьби інтернований у польських таборах Пйотркув і Щолково.

## Друга світова війна
Під час Другої світової війни служив у дивізії «Галичина». 

## США
Після війни емігрував до США.
Помер і похований на кладовищі Святого Матвія у м. Баффало.

## Інтернет-джерела
Фото могили: http://geroika.org.ua/poshuk-mohyl-pershi-rezultaty/ [Архівовано 31 січня 2022 у Wayback Machine.]